# 詹姆斯·尼古拉·格雷
詹姆斯·尼古拉·「吉姆」·格雷（英語：James Nicholas "Jim" Gray，1944年1月12日—2007年1月28日？），美國資訊工程學家。他於 1998 年因“對數據庫和事務處理研究的開創性貢獻以及系統實現中的技術領導地位”而獲得圖靈獎。

## 研究
他就讀於柏克萊加州大學，1966年取得工程數學學士，1969年取得計算機科學博士。他曾於IBM、天登電腦公司和迪吉多工作。1995年成為微软研究员。他有份開發的資料庫和交易處理系統有IBM的System R、微軟的Terraserver和Skyserver。他提出了資料方塊、多粒度鎖等概念。他亦有份開發Windows Live Local。

## 失蹤
2007年，他獨自航向法拉隆群岛，打算撒散母親的骨灰，1月28日，他的船失蹤了。2月1日，DigitalGlobe掃瞄過一帶，產生了上千張影象。影象放於Amazon Mechanical Turk，希望人們能合力找出他的船。2月16日，他的家人要求取消搜索行動。
2012年，他在法律意义上被认定已经死亡。

## 吉姆格雷電子科學獎
每年，微軟研究院都會向在數據密集型計算領域做出傑出貢獻的研究人員頒發"吉姆格雷電子科學獎"(Jim Gray eScience Award)。

## 外部連結
- 主頁 （页面存档备份，存于）
- 訪問 （页面存档备份，存于）
- Update on Search for Jim Gray (Microsoft Research News) （页面存档备份，存于）